# Épiais-lès-Louvres
Épiais-lès-Louvres é uma comuna francesa na região administrativa da Ilha de França, no departamento do Vale do Oise. Estende-se por uma área de 3.42 km². Em 2010 a comuna tinha 107 habitantes (densidade: 31,3 hab./km²).